# 오마이갓 입자
오마이갓 입자(영어: Oh-My-God particle)는 1991년 10월 15일 저녁 미국 유타주 더그웨이 성능 시험소에서 관측된 대부분 양성자로 구성된 초고에너지 우주선이다. 이 발견은 추정 에너지가 약 3×1020 eV로 은하계 밖 물체에서 방출된 지금까지 가장 높았던 방사능 측정 에너지인 3×108 TeV보다 2천만 배 높은 수치로 천체물리학에 충격을 주었다. 다른 말로, 아원자 입자 50J의 운동에너지나 약 142g의 야구공이 시속 100km/h로 날아오는 에너지와 동일하다.
이 입자는 빛의 속력과 거의 비슷한 속도로 운동했다. 이 입자를 양성자라 가정하면, 이 속도는 광속보다 약 1.5pm(1m의 천조분의 1)과 차이나지 않으며, 대략 0.9999999999999999999999951c의 속도이다. 이 속도에서, 입자와 광자를 동시에 출발시키면 약 46 나노미터 뒤처지거나 0.15페타초(1.5×10−16초) 차이난다. 그리고, 22만년 운동할 경우 1cm 차이가 나게 된다. 이 에너지는 양자 중력에서 에너지의 기본 단위인 플랑크 에너지의 250억 분의 1이며, 입자물리학에서 생각할 수 있는 모든 이론에서 나올 수 있는 에너지 스케일 중 가장 크다.
이 에너지는 모든 지상에서 만들어진 고에너지 양성자 입자 가속기 에너지량의 40만배이다. 그러나, 이 에너지의 극소수만 지구의 양성자나 중성자와 상호작용하였으며 에너지의 대부분은 입자 상호 작용에서 운동 에너지의 형태로 남아서 반응하였다. 이러한 충돌에서 효과적으로 사용할 수 있는 에너지는 입자 에너지와 양성자 에너지 질량의 제곱의 합의 제곱근이며, 값은 대형 강입자 충돌기가 만들어내는 에너지량의 50배인 7.5×1014 eV이다.
유타 대학교의 고해상도 파리눈 우주선 관측기의 첫 관측 이후, 적어도 5개의 유사한 관측 사건이 발생했다. 이 매우 높은 에너지를 가진 우주선은 극히 드물다.

## 같이 보기
- 초고에너지 우주선